# 스타워즈 반란군
《스타워즈 반란군》(영어: Star Wars Rebels)은 루카스필름 애니메이션이 제작한 미국의 3D CGI 애니메이션 시리즈이다. 《시스의 복수》의 14년 후, 《새로운 희망》의 5년 전이 작품의 배경이다.

## 성우진

### 고스트 우주선 선원
- 에즈라 브리저 - 테일러 그레이
- 케이넌 제러스 - 프레디 프린즈 주니어
- 헤라 신둘라 - 버네사 마셜
- 사빈 렌 - 타이야 서카
- 가라젭 "젭" 오렐리오스 - 스티븐 블룸
- 차퍼

### 은하 제국
- 다스 시디어스 - 새뮤얼 윗워
- 다스 베이더 - 제임스 얼 존스
- 칼러스 요원 - 데이비드 오옐러워